# Bureau pour le renforcement de l'unité
 (juillet 2025).
Le contenu est difficilement compréhensible vu les erreurs de traduction, qui sont peut-être dues à l'utilisation d'un logiciel de traduction automatique.
Le Bureau pour le renforcement de l'unité (également Office de consolidation de l'unité, persan : دفتر تحکیم وحدت Daftar-e Tahkim-e Vahdat), est une organisation étudiante iranienne créée en 1979, et a été décrite comme "l'organisation étudiante la plus connue du pays"  et "le principal groupe d'étudiants prodémocratie en Iran". Fondée en 1979 en tant qu'organisation islamiste (conservatrice) pour lutter contre les groupes étudiants de gauche, plus laïques, le BRU a évolué pour soutenir la démocratie et la réforme en Iran,.

## Histoire
Initialement connu sous le nom de Bureau pour le renforcement de l'unité entre les universités et les séminaires théologiques (Daftar-e Tahkim-e Vahdat-e Hozeh va Daneshgah),le BRU a été créé par l'ayatollah  Mohammad Beheshti, à une époque où Beheshti était le principal confident du souverain suprême iranien Rouhollah Khomeini et une figure clé de la direction cléricale. Beheshti voulait que le BRU organise les étudiants islamistes pour contrer l'influence de l'opposition Mojahedin-e Khalq (MeK) parmi les étudiants universitaires.
Le BRU a joué un rôle central dans la saisie de l'ambassade des États-Unis à Téhéran en novembre 1979.
Les membres du conseil central de le BRU :
- Mahmoud Ahmadinejad
- Ebrahim Asgharzadeh
- Mohsen Kadivar
- Mohsen Aghajari
- Abbas Abdi[3].

(L'un des premiers postes politiques occupés par le président iranien Mahmoud Ahmadinejad était celui de représentant des étudiants de son université, Elm-o Sanaat, à le BRU en 1979.) 
Lors de la répression des universités en 1980, que Khomeiny a appelé la Révolution culturelle islamique, Ahmadinejad et le BRU ont joué un rôle essentiel dans la purge des professeurs et étudiants dissidents dont beaucoup ont été arrêtés puis exécutés.

## Activités
Après la révolution culturelle de 1980, lorsque tous les groupes d'opposition ont été purgés des universités, le BRU a été la seule organisation étudiante active. «Ses principales fonctions étaient limitées à la propagande, au contrôle politique et à la contestation idéologique de toute voix d'opposition.» Il a également mobilisé des étudiants pour servir au front pendant la guerre Iran-Irak. En ce qui concerne la politique intérieure, le BRU pourrait être considérée comme faisant partie de la gauche de la République islamique et l’un des partisans du gouvernement de Moussavi dans les années 80.
Quelque temps autour ou avant l'élection du président réformiste Mohammad Khatami en 1997, le groupe a changé d'orientation. Le BRU était le plus grand partisan du président réformiste Mohammad Khatami lors de son premier mandat[réf. nécessaire]. Cependant ils sont devenus critiques de Khatami comme il est devenu clair qu'il n'était pas capable de promouvoir la démocratie en Iran[réf. nécessaire].
En 2001, Ali Afshari, l'un des dirigeants de le BRU, a été condamné à cinq ans de prison: quatre ans "pour avoir agi contre la sécurité nationale en participant à la Conférence de Berlin, six mois pour la création d'un centre de crise" au sein de le BRU, et " six mois pour diffuser de la propagande contre la République islamique d'Iran. "  Lui et Akbar Atri ont donné une conférence controversée dans une salle de conférence au congrès américain en 2006.

## Voir également
- Crise des otages américains en Iran
- Mohammad Beheshti
- Rouhollah Khomeini
- Iran

## Remarques
1. ↑  John Pike, « Iran: Students Wonder Whether They Should Vote » (consulté le 11 juin 2015)
2. ↑  Molavi, Afshin, The Soul of Iran, Norton, (2005), p.314
3. 1 2 3 4  
Iran’s new President has a past mired in controversy
4. ↑  « Speaker For Pro-Reform Student Group Detained In Iran », RadioFreeEurope/RadioLiberty (consulté le 11 juin 2015)
5. ↑  (en) « the office for strengthening unity dtv », 23 août 2020 (consulté le 26 août 2011)
6. ↑  « Ill-treatment / prisoners of conscience / medical concern » [archive du 20 mai 2011] (consulté le 21 novembre 2007)